# Grup Comunista Burkinès
El Grup Comunista Burkinès (en francès: Groupe Communiste Burkinabè) va ser un partit comunista de Burkina Faso. El GCB va sorgir com a escissió del Partit Comunista Revolucionari Voltaic el 1983, seguint el refús del PCRV de donar suport al govern revolucionari de Thomas Sankara.
El 1986 el GCB va signar una declaració, junt amb la Unió de Lluites Comunistes Reconstruïda, la Unió de Comunistes Burkinabesos i l'Organització Militar Revolucionària, fent una crida per la unitat revolucionària. En aquell temps el GCB ocupava un ministre en el govern, Watamou Lamien, Ministre d'Informació i Cultura.
El 1989 el GCB va deixar el govern, seguint el seu refús a unir-se amb l'ODP/MT. El GCB es va tornar clandestí. L'abril del 1989 es va partir en dues faccions, la liderada per Salif Diallo es va unir amb l'ODP/MT. L'altra, liderada per Jean-Marc Palm va esdevenir el Moviment per la Democràcia Socialista (MDS) el març del 1991.